# کیلکوی، کوئینزلند
کیلکوی (به انگلیسی: Kilcoy) یک شهرک در استرالیا است که در کوئینزلند واقع شده‌است.